# Tivolibadet

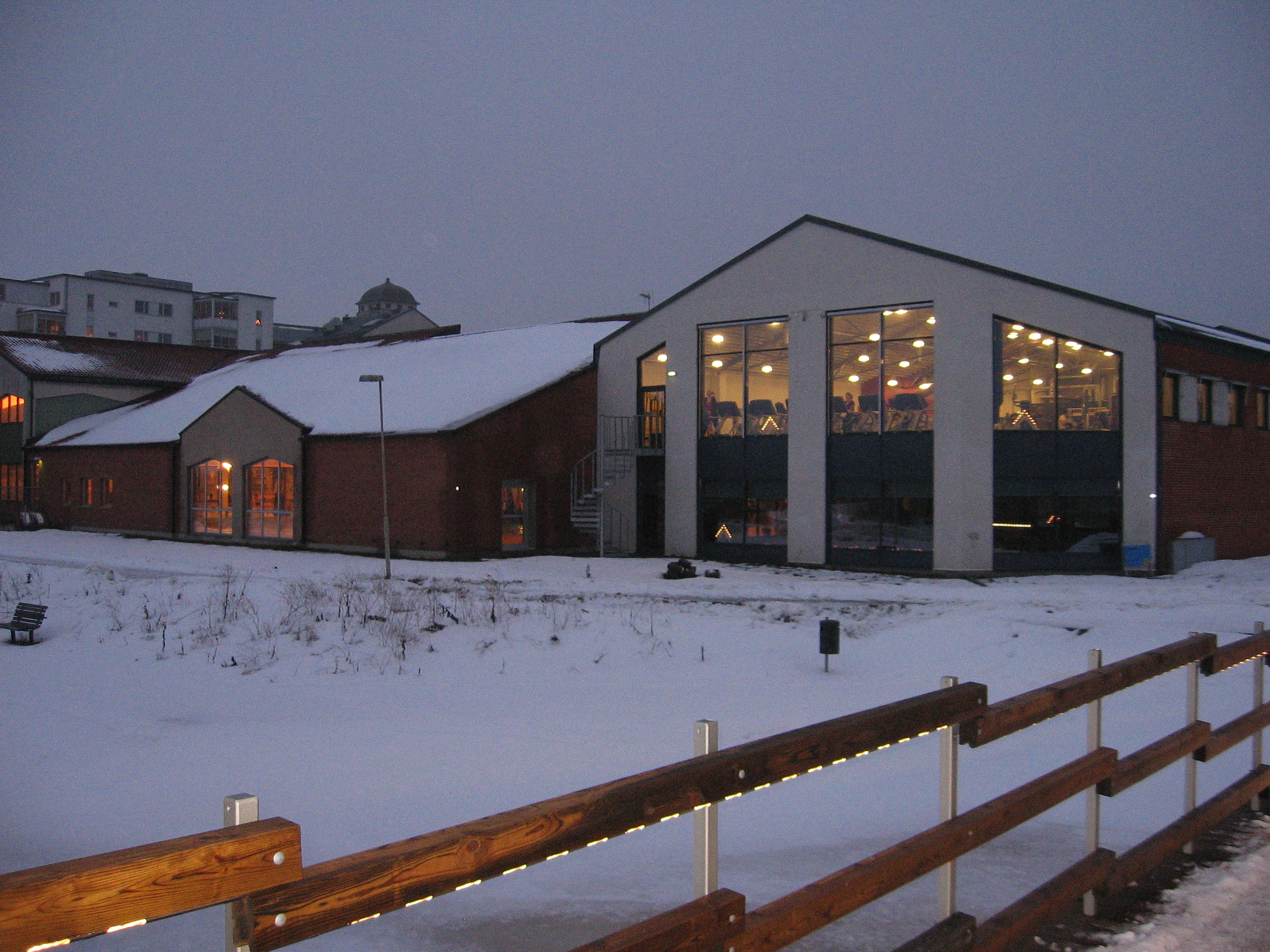
Tivolibadet, sett från gångbron över Helge å, 2011.

Tivolibadet var Kristianstads badhus som låg bredvid Tivoliparken.
Tivolibadet invigdes den 30 september 1957 och ritades av stadsarkitekt Robert Larsson och byggdes av byggmästare Einar Nyström. Vid tiden för öppnandet var det en av Sveriges tolv största badanläggningar. Ett tidigare badhus byggt på 1890-talet hade legat i norra delen av Tivoliparken. 
Där fanns en barnbassäng, en grund bassäng (cirka 1 m) för lek och simskola, en djup bassäng (cirka 4 m) med två trampoliner och vattenrutschbana. Det fanns även en 25-meters längdbassäng, en bubbelpool och en ångbastu. I damernas och herrarnas omklädningsrum fanns det torr och våtbastu. Det fanns även ett gym i lokalerna. 
Badet stängdes den 31 juli 2022 och ersattes av Kristianstads Badrike på Näsby som öppnade den 30 september samma år.